# Anictangium
Anictangium là một chi rêu trong họ Pottiaceae.